# Hans-Joachim Lück
Hans-Joachim Lück (født 22. juni 1953 i Stralsund) er en tysk tidligere roer og olympisk guldvinder.

## Karriere
Lücks første store resultat kom, da han i 1971 blev juniorverdensmester for DDR i toer uden styrmand.
Han kom med i den østtyske otter, der havde vundet EM i 1973 og VM i 1975, til OL 1976 i Montreal. Den øvrige besætning udgjordes af Gottfried Döhn, Bernd Baumgart, Werner Klatt, Dieter Wendisch, Roland Kostulski, Ulrich Karnatz, Karl-Heinz Prudöhl og styrmand Karl-Heinz Danielowski, og østtyskerne vandt deres indledende heat i ny olympisk rekordtid. I finalen var de ligeledes hurtigst og sejrede med et forspring på næsten tre sekunder ned til Storbritannien, der fik sølv, mens New Zealand tog bronzemedaljerne. I alt deltog 11 lande i konkurrencen.
Lück var ligeledes med, da den østtyske otter vandt VM-guld i 1977 i Amsterdam.
Lück blev senere rotræner.

## OL-medaljer
- 1976:  Guld i otter